# Listă de filme britanice din 1953
Aceasta este o listă de filme britanice din 1953:

## Lista
| Titlu                               | Regizor                      | Distribuție                                         | Gen                       | Note                                               |
| ----------------------------------- | ---------------------------- | --------------------------------------------------- | ------------------------- | -------------------------------------------------- |
| 36 Hours                            | Montgomery Tully             | Dan Duryea, Elsie Albiin                            | Crime                     |                                                    |
| Albert R.N.                         | Lewis Gilbert                | Anthony Steel, Jack Warner, Robert Beatty           | World War II/POW          |                                                    |
| Alf's Baby                          | Maclean Rogers               | Jerry Desmonde, Pauline Stroud                      | Comedy                    |                                                    |
| Always a Bride                      | Ralph Smart                  | Peggy Cummins, Terence Morgan                       | Comedy                    |                                                    |
| Appointment in London               | Philip Leacock               | Dirk Bogarde, Ian Hunter, Dinah Sheridan            | World War II              |                                                    |
| Background                          | Daniel Birt                  | Valerie Hobson, Philip Friend                       | Drama                     |                                                    |
| Beat the Devil                      | John Huston                  | Humphrey Bogart, Jennifer Jones                     | Comedy/thriller           |                                                    |
| The Beggar's Opera                  | Peter Brook                  | Laurence Olivier, Hugh Griffith                     | Musical                   |                                                    |
| Behind the Headlines                | Maclean Rogers               | Gilbert Harding, Adrienne Fancey                    | Crime                     |                                                    |
| Black 13                            | Ken Hughes                   | Peter Reynolds, Rona Anderson                       | Crime                     |                                                    |
| Black Orchid                        | Charles Saunders             | Ronald Howard, Olga Edwardes                        | Crime                     |                                                    |
| Blood Orange                        | Terence Fisher               | Tom Conway, Mila Parély                             | Crime                     |                                                    |
| The Blue Parrot                     | John Harlow                  | Dermot Walsh, Jacqueline Hill                       | Crime                     |                                                    |
| The Broken Horseshoe                | Martyn C. Webster            | Robert Beatty, Elizabeth Sellars                    | Crime                     |                                                    |
| The Captain's Paradise              | Anthony Kimmins              | Alec Guinness, Celia Johnson, Yvonne De Carlo       | Romantic comedy           |                                                    |
| The Conquest of Everest             | George Lowe                  | Meredith Edwards (narrator)                         | Documentary               |                                                    |
| Cosh Boy                            | Lewis Gilbert                | James Kenney, Joan Collins                          | Crime drama               |                                                    |
| Counterspy                          | Vernon Sewell                | Dermot Walsh, Hazel Court                           | Drama                     |                                                    |
| The Cruel Sea                       | Charles Frend                | Jack Hawkins, Donald Sinden                         | World War II              |                                                    |
| A Day to Remember                   | Ralph Thomas                 | Stanley Holloway, Donald Sinden                     | Comedy drama              |                                                    |
| Deadly Nightshade                   | John Gilling                 | Emrys Jones, Zena Marshall                          | Crime                     |                                                    |
| Death Goes to School                | Stephen Clarkson             | Barbara Murray, Gordon Jackson                      | Mystery                   |                                                    |
| Decameron Nights                    | Hugo Fregonese               | Joan Fontaine, Louis Jourdan                        | Drama                     |                                                    |
| Desperate Moment                    | Compton Bennett              | Dirk Bogarde, Mai Zetterling                        | Thriller                  |                                                    |
| The Dog and the Diamonds            | Ralph Thomas                 | Kathleen Harrison, George Coulouris                 | Family                    |                                                    |
| Escape by Night                     | John Gilling                 | Sid James, Bonar Colleano                           | Crime                     |                                                    |
| The Fake                            | Godfrey Grayson              | Dennis O'Keefe, Coleen Gray                         | Crime                     |                                                    |
| The Final Test                      | Anthony Asquith              | Jack Warner, Robert Morley                          | Sports                    |                                                    |
| The Flanagan Boy                    | Reginald Le Borg             | Barbara Payton, Frederick Valk                      | Drama                     |                                                    |
| Flannelfoot                         | Maclean Rogers               | Ronald Howard, Mary Germaine                        | Crime                     |                                                    |
| Folly to Be Wise                    | Frank Launder                | Alastair Sim, Elizabeth Allan                       | Comedy                    |                                                    |
| Forces' Sweetheart                  | Maclean Rogers               | Hy Hazell, Harry Secombe                            | Comedy                    |                                                    |
| Four Sided Triangle                 | Terence Fisher               | Barbara Payton, James Hayter                        | Sci-fi                    |                                                    |
| The Gambler and the Lady            | Patrick Jenkins              | Dane Clark, Kathleen Byron                          | Crime                     |                                                    |
| Genevieve                           | Henry Cornelius              | Dinah Sheridan, John Gregson, Kay Kendall           | Comedy                    | Number 86 in the list of BFI Top 100 British films |
| The Girl on the Pier                | Lance Comfort                | Veronica Hurst, Ron Randell                         | Crime                     |                                                    |
| Glad Tidings                        | Wolf Rilla                   | Barbara Kelly, Raymond Huntley                      | Comedy/drama              |                                                    |
| The Good Beginning                  | Gilbert Gunn                 | John Fraser, Eileen Moore                           | Drama                     |                                                    |
| Grand National Night                | Bob McNaught                 | Nigel Patrick, Moira Lister, Beatrice Campbell      | Thriller                  |                                                    |
| The Great Game                      | Maurice Elvey                | James Hayter, Thora Hird, Diana Dors                | Sports                    |                                                    |
| The Heart of the Matter             | George More O'Ferrall        | Trevor Howard, Elizabeth Allan                      | Drama                     |                                                    |
| The House of the Arrow              | Michael Anderson             | Oskar Homolka, Robert Urquhart                      | Mystery/detective         |                                                    |
| House of Blackmail                  | Maurice Elvey                | Mary Germaine, William Sylvester                    | Drama                     |                                                    |
| Innocents in Paris                  | Gordon Parry                 | Alastair Sim, Jimmy Edwards                         | Comedy                    |                                                    |
| Intimate Relations                  | Charles Frank                | Harold Warrender, Marian Spencer, William Russell   | Drama                     | Entered into the 1953 Cannes Film Festival         |
| The Intruder                        | Guy Hamilton                 | Jack Hawkins, George Cole                           | Drama                     |                                                    |
| Is Your Honeymoon Really Necessary? | Maurice Elvey                | Diana Dors, Bonar Colleano                          | Comedy                    |                                                    |
| It's a Grand Life                   | John E. Blakeley             | Frank Randle, Diana Dors                            | Comedy                    |                                                    |
| Johnny on the Run                   | Lewis Gilbert                | Eugeniusz Chylek, Sydney Tafler                     | Adventure                 |                                                    |
| The Kidnappers                      | Philip Leacock               | Duncan Macrae, Theodore Bikel, Adrienne Corri       | Drama                     |                                                    |
| The Large Rope                      | Wolf Rilla                   | Donald Houston, Susan Shaw                          | Crime                     |                                                    |
| Laughing Anne                       | Herbert Wilcox               | Wendell Corey, Margaret Lockwood                    | Adventure                 |                                                    |
| Laxdale Hall                        | John Eldridge                | Kathleen Ryan, Raymond Huntley                      | Comedy                    |                                                    |
| The Limping Man                     | Cy Endfield                  | Lloyd Bridges, Moira Lister                         | Drama                     |                                                    |
| The Long Memory                     | Robert Hamer                 | John Mills, John McCallum                           | Drama                     |                                                    |
| Love in Pawn                        | Charles Saunders             | Bernard Braden, Barbara Kelly                       | Comedy                    |                                                    |
| Malta Story                         | Brian Desmond Hurst          | Alec Guinness, Jack Hawkins                         | World War II              |                                                    |
| The Man Between                     | Carol Reed                   | James Mason, Claire Bloom                           | Thriller                  |                                                    |
| The Man from Cairo                  | Ray Enright                  | George Raft, Gianna Maria Canale                    | Crime                     | Co-production with Italy                           |
| Man of Africa                       | Cyril Frankel                | Frederick Bijuerenda, Gordon Heath                  |                           | Entered into the 1954 Cannes Film Festival         |
| Mantrap                             | Terence Fisher               | Paul Henreid, Lois Maxwell                          | Crime                     |                                                    |
| Marilyn                             | Wolf Rilla                   | Sandra Dorne, Maxwell Reed                          | Crime                     |                                                    |
| The Master of Ballantrae            | William Keighley             | Errol Flynn, Roger Livesey                          | Adventure                 |                                                    |
| Meet Mr. Lucifer                    | Anthony Pelissier            | Stanley Holloway, Peggy Cummins                     | Comedy                    |                                                    |
| Melba                               | Lewis Milestone              | Patrice Munsel, Robert Morley                       | Biopic                    |                                                    |
| Murder at 3am                       | Francis Searle               | Dennis Price, Peggy Evans                           | Crime                     |                                                    |
| Murder at Scotland Yard             | Victor M. Gover              | Tod Slaughter, Patrick Barr                         | Thriller                  |                                                    |
| The Net                             | Anthony Asquith              | James Donald, Phyllis Calvert, Herbert Lom          | Thriller                  |                                                    |
| Never Let Me Go                     | Delmer Daves                 | Clark Gable, Gene Tierney                           | Adventure                 |                                                    |
| Noose for a Lady                    | Wolf Rilla                   | Dennis Price, Rona Anderson                         | Crime                     |                                                    |
| O Dreamland                         | Lindsay Anderson             |                                                     | Documentary short subject |                                                    |
| Operation Diplomat                  | John Guillermin              | Guy Rolfe, Lisa Daniely                             | Drama                     |                                                    |
| The Oracle                          | C.M. Pennington-Richards     | Robert Beatty, Michael Medwin                       | Comedy                    |                                                    |
| Our Girl Friday                     | Noel Langley                 | Joan Collins, Kenneth More George Cole              | Comedy                    |                                                    |
| Park Plaza 605                      | Bernard Knowles              | Tom Conway, Eva Bartok                              | Crime                     |                                                    |
| Personal Affair                     | Anthony Pelissier            | Gene Tierney, Leo Genn                              | Drama                     |                                                    |
| A Queen Is Crowned                  |                              | Narrated by Laurence Olivier                        | Documentary               |                                                    |
| Recoil                              | John Gilling                 | Kieron Moore, Elizabeth Sellars                     | Crime                     |                                                    |
| The Red Beret                       | Terence Young                | Alan Ladd, Leo Genn                                 | World War II              |                                                    |
| Rob Roy, the Highland Rogue         | Harold French                | Richard Todd, Glynis Johns, James Robertson Justice | Historical adventure      |                                                    |
| Rough Shoot                         | Robert Parrish               | Joel McCrea, Evelyn Keyes                           | Thriller                  |                                                    |
| Sailor of the King                  | Roy Boulting                 | Jeffrey Hunter, Michael Rennie                      | War                       |                                                    |
| The Saint's Return                  | Seymour Friedman             | Louis Hayward, Naomi Chance                         | Thriller                  |                                                    |
| Sea Devils                          | Raoul Walsh                  | Yvonne De Carlo, Rock Hudson                        | Adventure                 | Co-production with the United States               |
| Small Town Story                    | Montgomery Tully             | Donald Houston, Susan Shaw                          | Thriller                  |                                                    |
| South of Algiers                    | Jack Lee                     | Van Heflin, Eric Portman                            | Adventure                 |                                                    |
| Spaceways                           | Terence Fisher               | Howard Duff, Eva Bartok                             | Sci-fi                    |                                                    |
| The Square Ring                     | Basil Dearden                | Sid James, Jack Warner, Joan Collins                | Drama                     |                                                    |
| The Steel Key                       | Robert S. Baker              | Terence Morgan, Joan Rice                           | Thriller                  |                                                    |
| The Story of Gilbert and Sullivan   | Sidney Gilliat               | Robert Morley, Maurice Evans                        | Musical                   |                                                    |
| Strange Stories                     | Don Chaffey, John Guillermin | Peter Bull, Naomi Chance                            | Drama                     |                                                    |
| The Straw Man                       | Donald Taylor                | Dermot Walsh, Lana Morris                           | Crime                     |                                                    |
| Street Corner                       | Muriel Box                   | Peggy Cummins, Terence Morgan                       | Drama                     |                                                    |
| Street of Shadows                   | Richard Vernon               | Cesar Romero, Kay Kendall                           | Crime                     |                                                    |
| Stryker of the Yard                 | Arthur Crabtree              | Clifford Evans, Susan Stephen                       | Crime                     |                                                    |
| The Sword and the Rose              | Ken Annakin                  | Glynis Johns, Richard Todd                          | Adventure                 | Co-production with the United States               |
| Take a Powder                       | Lionel Tomlinson             | Julian Vedey, Max Bacon                             | Comedy                    |                                                    |
| There Was a Young Lady              | Lawrence Huntington          | Michael Denison, Dulcie Gray                        | Comedy                    |                                                    |
| Those People Next Door              | John Harlow                  | Jack Warner, Charles Victor                         | Comedy                    |                                                    |
| Three Steps in the Dark             | Daniel Birt                  | Greta Gynt, Hugh Sinclair                           | Crime                     |                                                    |
| Three Steps to the Gallows          | John Gilling                 | Scott Brady, Mary Castle                            | Crime                     |                                                    |
| Time Bomb                           | Ted Tetzlaff                 | Glenn Ford, Anne Vernon                             | Thriller                  |                                                    |
| The Titfield Thunderbolt            | Charles Crichton             | Stanley Holloway, Naunton Wayne                     | Comedy                    |                                                    |
| Top of the Form                     | John Paddy Carstairs         | Ronald Shiner, Harry Fowler                         | Comedy                    |                                                    |
| Trouble in Store                    | John Paddy Carstairs         | Norman Wisdom, Moira Lister                         | Comedy                    |                                                    |
| Turn the Key Softly                 | Jack Lee                     | Yvonne Mitchell, Joan Collins, Kathleen Harrison    | Drama                     |                                                    |
| Twice Upon a Time                   | Emeric Pressburger           | Hugh Williams, Elizabeth Allan                      | Comedy                    |                                                    |
| Valley of Song                      | Gilbert Gunn                 | Mervyn Johns, Clifford Evans                        | Comedy                    |                                                    |
| The Wedding of Lilli Marlene        | Arthur Crabtree              | Lisa Daniely, Hugh McDermott                        | Drama                     |                                                    |
| Wheel of Fate                       | Francis Searle               | Patric Doonan, Sandra Dorne                         | Drama                     |                                                    |
| Will Any Gentleman...?              | Michael Anderson             | George Cole, Veronica Hurst                         | Comedy                    |                                                    |
| The Yellow Balloon                  | J. Lee Thompson              | Andrew Ray, Kathleen Ryan, Kenneth More             | Drama                     |                                                    |